# Riolama uzzelli
Riolama uzzelli — вид ящірок родини гімнофтальмових (Gymnophthalmidae). Ендемік Венесуели.

## Поширення і екологія
Riolama uzzelli мешкають на тепуї Марауака на Гвіанському нагір'ї, на території венесуельського штату Амасонас. Зустрічаються на висоті від 1850 до 2600 м над рівнем моря.